# Aengus II Finn
Aengus II Finn lub Óengus II Finn – legendarny król Ulaidu z dynastii Dál Fiatach w latach 254-262, syn Fergusa III Duibdedacha („Czarnozębego”), króla Ulaidu i zwierzchniego króla Irlandii. 
Informacje o jego rządach z Emain Macha w Ulaidzie czerpiemy ze źródeł średniowiecznych. W „Laud 610”, manuskrypcie z XV w., zanotowano na jego temat: "Óengus Fi[n]d m[ac] Dubdétaig .uiii. blī[adn]a" (fol. 107 b 12), zaś w „Rawlinson B 502” (XII w.) "Óengus Fi[n]d m[ac] Fergusa Dubdédaich .viii. b[liadna]" (faksym. 157).  Zastosowano tam w tekście abrewiację oraz zapisano małymi literami rzymską cyfrę VIII, oznaczającą osiem lat rządów. Błędnie umieszczono go na liście królów Ulaidu po Eochaidzie Gonnacie, zamiast po ojcu Fergusie. Lista ta bowiem jest niezgodna z chronologią zwierzchnich królów irlandzkich. Po ośmiu latach rządów został prawdopodobnie zabity przez swego kuzyna i następcę, Eochaida Gonnata. Bowiem ten został po szesnastu latach pokonany i zabity przez Lugaida Menna („Jąkałę?”), zwanego także Lorc („Morderca”), przyszłego króla Ulaidu.